# إليزابيث ماندليك
إليزابيث ماندليك (مواليد 19 مايو 2001) هي لاعبة كرة مضرب أمريكية، أفضل ترتيب لها كان ال124 وحصلت عليه في سبتمبر 2022.

## روابط خارجية
- إليزابيث ماندليك على موقع رابطة محترفات التنس (الإنجليزية)
- إليزابيث ماندليك على موقع الاتحاد الدولي لكرة المضرب (الإنجليزية)
- إليزابيث ماندليك على موقع خلاصة التنس.كوم (الإنجليزية)